# Sid Meier's Starships
Sid Meier's Starships — відеогра жанру глобальної покрокової стратегії, розроблена американською компанією Firaxis Games. Гра розвиває ідеї Civilization: Beyond Earth, не будучи при цьому частиною серії «Civilization». Випущена 12 березня 2015 року для Microsoft Windows, OS X та iOS.

## Ігровий процес

### Основи
Події гри розгортаються в тому ж всесвіті, що й Sid Meier's Civilization: Beyond Earth. Гра має тих самих дійових осіб та деякі елементи ігрового процесу, але в ній гравець спрощено розвиває свою Федерацію на багатьох планетах, а боям приділено більше уваги. Більшість дій виконується на плоскій карті космосу з шестикутною розміткою, де розташовані планети, поля астероїдів та інші об'єкти.
Спочатку гравець вибирає філософію Федерації, її лідера, складність, розмір карти, кількість суперників і умови перемоги. Керуючи флотом космічних кораблів, гравець досліджує галактику, бере під контроль мирним чи військовим шляхом населені планети, розвиває їх, виконує завдання та збільшує свій вплив, щоб зрештою перемогти противників.

### Розвиток Федерації
На відміну від Beyond Earth філософія цивілізації («Схильність») розвивається тільки за одним напрямком і обирається перед початком гри. Проте, маючи Beyond Earth, можливо отримати і подвійні гібридні «Схильності».
За виконані завдання флот отримує ресурси: енергію, метали, науку та їжу. Вони витрачаються для розвитку підконтрольних планет і флоту. Будівництво міст, унікальних споруд, розвиток технологій, дають надбавку до генерування ресурсів планетами. Розвиток флоту представлений покупкою кораблів і їх модернізацією. Екіпажі з часом втомлюються, а їх ефективність зменшується. Втомлений екіпаж слід відправляти на відпочинок або вивчати технології для зняття втоми.
Населення різних планет дає флоту різного роду завдання, за успішне виконання яких підтримує і винагороджує гравця. Якщо завоювати довіру всіх жителів планети, вона вступає до Федерації, приносячи нові ресурси щоходу. Різні типи планет мають різні переваги в добуванні ресурсів. Так, вулканічна планета дає більше енергії, а земного типу — їжі. Зустрівши лідера іншої космічної держави, гравець отримує відомості про його останні дії та можливість оголосити війну чи співпрацю. Аби не дати поширити вплив, лідери пропонують ресурси і на хід завдання на даній планеті стає недоступним.
Перемоги можливо досягти контролем більшої частини населення, ніж противник, знищивши противника, розвинувши три технології до 6-го рівня або створивши 7 «Чудес».

### Бої
Бої відбуваються покроково в зонах космосу з шестикутною розміткою, де також розташовані астероїди, між яких можна ховатися, чи червоточини, які миттєво переносять корабель в іншу точку. На початку бою дається випадкова «карта», що дозволяє застосувати визначену спеціальну можливість: ремонт, прискорення, телепортація і т. ін. Додаткову карту можливо отримати після проходу крізь темну матерію. Кожний корабель за хід може переміститися на кількість шестикутників, яка залежить від його двигунів. Кораблям доступний «імпульс», який додає очки руху, але відбирає можливість виконати будь-які інші дії впродовж ходу. Успішність атак визначається дальністю, наявністю астероїдів, кутом атаки, щитами противника і професіоналізмом екіпажу.

### Зв'язок з Beyond Earth
Якщо гравець має акаунт My 2K і обидві гри, Starships і Beyond Earth, в цих іграх в міру проходження відкриваються бонуси. Перемоги різного виду в Beyond Earth дають в Starships нові типи планет з відповідними бонусами, поєднання «Схильностей» (миттєво, тобто для їх прийняття не потрібно починати нову гру) і додаткові місії. Перемоги в Starships відкривають в Beyond Earth нові карти, бонуси до розвитку міст, корисні вантажі, які полегшують розвиток при початку нової гри.

## Світ гри
Події відбуваються після подій Beyond Earth. Послані з постраждалої від війни Землі експедиції до численних інших планет виявилися успішними, а історія самої Землі частково забулася, ставши легендами. З часом вдалося встановити зв'язок з іншими колоніями і дізнатися про існування як окремих планет і угрупувань космічних піратів, так і цілих імперій, які бажають поширити свій вплив на решту людства.

## Оцінки й відгуки
| Агрегатор    | Оцінка |
| ------------ | ------ |
| GameRankings | 62,34% |
| Metacritic   | 64/100 |

Sid Meier's Starships отримала змішані відгуки, переважно позитивні для IOS і негативні та посередні для Windows і OS X. Гра зібрала середню оцінку 62,34 % на агрегаторі GameRankings і 64/100 на Metacritic. Негативні відгуки більшою мірою стосувалися перенесення планшетного інтерфейсу й керування на ПК. Також гравці скаржилися на неможливість збереження прогресу, якщо в шляху до папки збережень є нелатинські символи, і загальну надмірну простоту гри.